# Viskelæder
Et viskelæder er en kontorartikel, som kan fjerne blyantstreger. 
Viskelædere har en gummiagtig konsistens og kunne tidligere udelukkende fås i orange (gummifarvede), mens de moderne vinyl- eller plastviskelædere kan have alle regnbuens farver. Stærke farver i viskelædere af dårlig kvalitet kan dog let smitte af, hvorfor mange foretrækker de helt hvide.
Nogle blyanter er udstyret med et lille viskelæder i enden. Viskelædere kan indeholde vinyl, plast og gummi.
Blækviskelædere er noget hårdere kvalitet (tilsat slibekorn), og kan fjerne både skrivemaskineskrift og blæk fra kuglepenne. 
Viskelæder til blyantsstreger virker ved at løfte/fjerne det af blyanten afsatte kul fra papiret, hvorimod blæk-viskelæderet ikke løfter farven, men sliber lidt papirfibre af, hvorved farven også fjernes, og papiret svækkes en smule, så der kan ikke viskes uendeligt meget på samme sted.

## Anden brug
Inden for printfremstilling (elektronik) ses gummiviskelædere anvendt før lodning på kobberet, hvorved kobberet renses og (mere vigtigt) der afsættes en lille smule antimon fra viskelæderet, som hjælper loddetinnet med at flyde pænere ud. Antimon er et konserveringsmiddel, tilsat gummiet for at det kan holde længere.